# Keanu Reeves
Keanu Charles Reeves (Bejrút, 1964. szeptember 2. –) libanoni születésű kanadai színész.
Pályafutását színházi darabokban és televíziós filmekben kezdte, majd 1986-ban a Friss vér című sportdrámában debütált a mozivásznon. Az áttörést a Bill és Ted zseniális kalandja (1989) című sci-fi vígjáték hozta el számára, melynek folytatásaiban is feltűnt. Az Otthonom, Idaho (1991) című független filmdrámával kivívta a kritika elismerését, majd az 1990-es évek elején akcióhősként is bemutatkozott – Holtpont (1991), Féktelenül (1994).
Több, kritikai és bevételi szempontból bukást jelentő filmszerep után 1997-ben Az ördög ügyvédje című horrorfilmben bizonyított ismét. Világhírnévre Neo szerepében tett szert a Mátrix-filmekben, elsőként az 1999-es első részben. A 2000-es években is változatos műfajokban próbálta ki magát. Játszott a Constantine, a démonvadász (2005) című misztikus thrillerben, a Ház a tónál (2006) című romantikus filmben, az Amikor megállt a Föld (2008) című sci-fi filmthrillerben és Az utca királyai (2008) című bűnügyi filmben. Egy újabb sikertelen színészi periódust követően a John Wick-filmek címszereplő bérgyilkosaként vált ismét népszerűvé, először a 2014-es John Wick című filmben.
2013-ban debütált filmrendezőként A tai chi harcosa című harcművészeti filmjével. A színészet mellett a Dogstar együttes basszusgitárosaként is aktív, emellett írással és jótékony ügyekkel is foglalkozik.

## Fiatalkora
Libanonban született. Édesanyja, Patricia angol származású revütáncos, később divattervező; édesapja, Samuel Nowlin Reeves, kínai-hawaii származású geológus. Keresztnevének jelentése hawaii nyelven Szellő a hegyek fölött. Születése után nem sokkal szülei kapcsolata megromlott, így Reeves édesanyjával New Yorkba költözött, majd Torontóba, ahol a fiú jégkorongozni kezdett. Édesapját, aki tíz évet ült kábítószerbirtoklásért, 13 éves kora óta nem látta. Rövid ideig mostohaapja volt Paul Aaron rendező, talán innen is ered színházi érdeklődése. Iskolai évei alatt diszlexiával küszködött, 1983-ban otthagyta a középiskolát és egy színiiskolába iratkozott.

## Pályafutása

### Kezdetek
A színiiskolában több színdarabban is játszott, alakította többek között Mercutiót a Rómeó és Júliában. 1986-ban jelent meg a filmvásznon Rob Lowe Friss vér című filmjében, ahol a gimnázium óta meglévő jégkorong iránti szenvedélyét is kiélhette. Még ebben az évben a Féktelen folyó című, első hollywoodi filmjében tűnt fel. Az 1988-as Veszedelmes viszonyok hozta meg számára a széles körű elismerést és a világhírt. E filmben többek között Glenn Close és John Malkovich oldalán játszott.
1989-ben szerepelt a Vásott szülők című vígjátékban. A Bill és Ted zseniális kalandja némiképp sztereotip figurává tette, az 1991-es Otthonom Idaho azonban ismét hatalmas sikert jelentett számára. Sokszínű színészi játékára építenek a rendezők. Az 1992-es Drakula-feldolgozásban Anthony Hopkins és Winona Ryder partnereként ügyvédet játszott, egy évvel később a Sok hűhó semmiért Shakespeare-adaptációjában kosztümös szerepet kapott.
Pályafutása során többször is megválasztották a világ egyik legszexibb férfijának.

### Nagyobb szerepei
1993-ban A kis Buddha című filmjével tűnt ki, sztárrá azonban az 1994-ben forgatott első akciófilmje, a Féktelenül tette. A Féktelen Minnesota (1996) és a Johnny Mnemonic – A jövő szökevénye (1995) kevésbé sikeres filmjei voltak. Az ördög ügyvédjében Al Pacino oldalán játszott. A Mátrix után olyan filmekben szerepelt, mint a romantikus Édes november, a misztikus Constantine, a démonvadász vagy a Ház a tónál, ami szintén romantikus és misztikus film volt. 2008-ban egy újabb sci-fi filmet forgatott, Amikor megállt a Föld címmel. A 2010-es években a John Wick-trilógia újabb sikereket hozott a színésznek.

#### A Mátrix-trilógia

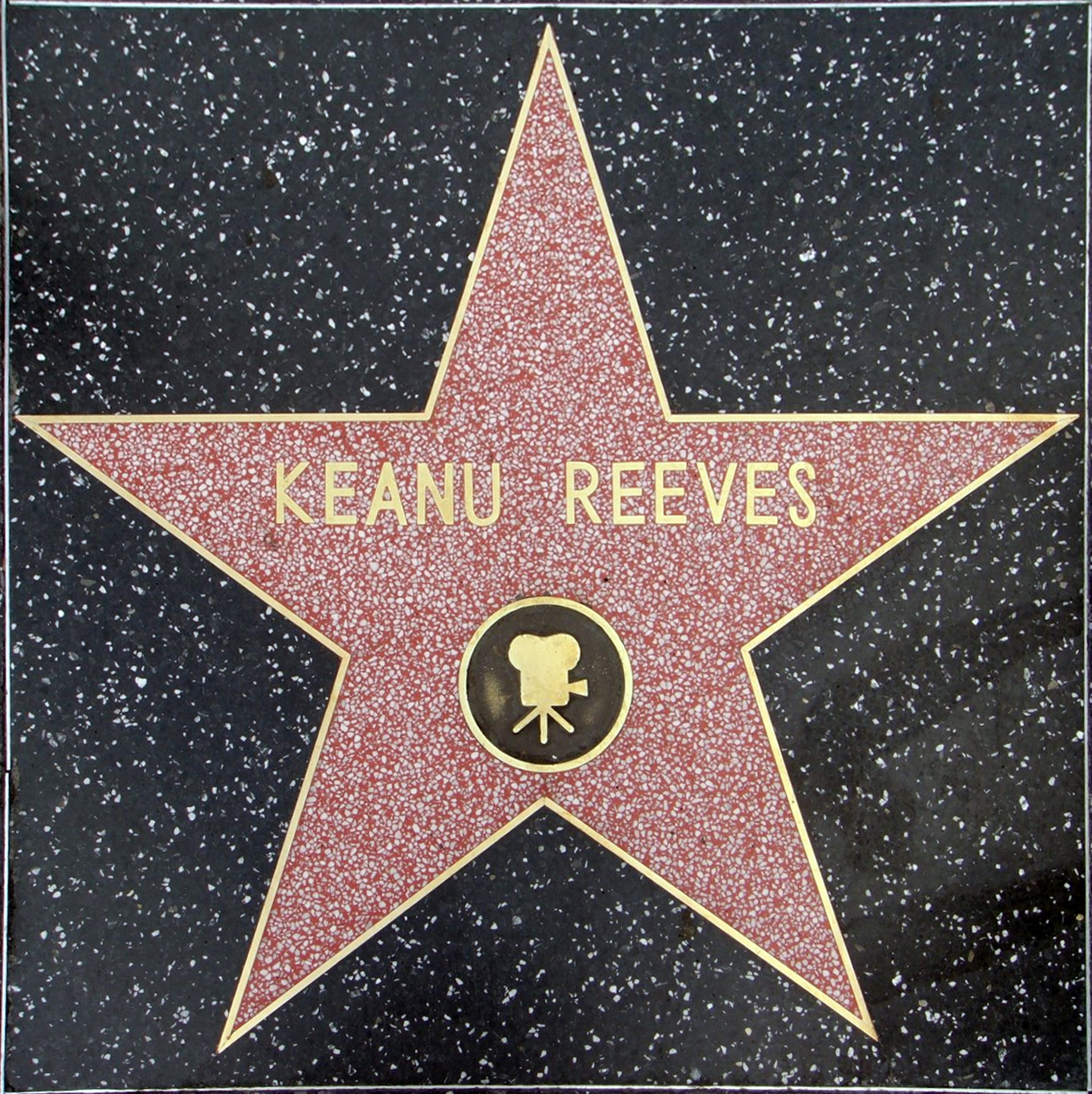
Keanu csillaga Hollywoodban

Legjelentősebb sikerét egy újabb akciódús filmben aratta: az 1999-es, különleges látványvilágú, mára kultuszfilmmé vált MátrixbanEzt két folytatás követte, a Mátrix – Újratöltve és a Mátrix – Forradalmak, melyekben szintén az emberiséget a gépek uralmától megmenteni szándékozó hackert, Neót alakította. A forgatások során Reevesnek különféle harcművészeteket kellett tanulnia, saját elmondása szerint ezzel kelt, ezzel feküdt hónapokon át, és Laurence Fishburne-nel még az „ebédszünetekben is hongkongi akciófilmeket” néztek. A Mátrix billentette vissza a kritikusok szerint leáldozóban lévő karrierjét, melynek köszönhetően piaci értéke 18 millió dollárra rúgott. A két folytatásért a színész összesen 30 millió dollárt és a bevételek 15%-át kapta. Kritikusok szerint bár Reeves nem éppen kiváló arcmimikájáról híres, a „kiválasztott”, misztikus, visszafogottan elegáns Neo szerepe tökéletesen illett a színész rejtélyes karakteréhez és egzotikus vonásaihoz:
Nem vagyok biztos abban, hogy bármely más színész ilyen jól el tudta volna játszani Neót, mert bárki más arra törekedne, hogy olyannak tűnjön, mint A Kiválasztott, míg Reevesnek már csupán a megjelenéséből is ez sugárzik. És mesésen csinálja.
2005-ben a színész csillagot kapott a Hollywood Walk of Fame-en, a „Hírességek sétányán”.

## Magánélete
Magánéletéről keveset tudni, szinte soha nem beszél róla a sajtónak. 1993-ban kábítószer-túladagolásban elveszítette egyik legjobb barátját, River Phoenixet. 1999 decemberében akkori barátnőjével, Jennifer Syme-mal közös kislányuk, Eva Archer Syme Reeves halva született, 2001-ben pedig Syme halálos autóbalesetet szenvedett. Reevesnek két húga van, Kim, aki leukémiában szenved, és Karina. Szabadidejében Dogstar nevű együttesében basszusgitározik; szeret motorozni és szörfözni. Saját bevallása szerint nem költ luxuscikkekre, hosszú évekig saját háza sem volt, szállodákban lakott. A buddhizmus híve.

## Válogatott filmográfia
| - 1986 – Féktelen folyó - 1986 – Friss vér - 1986 – A megvalósult álom - 1988 – Pimaszság hercege - 1988 – A tegnapi őrült éjszaka - 1988 – Veszedelmes viszonyok - 1989 – Bill és Ted zseniális kalandja - 1989 – Vásott szülők - 1990 – Júlia néni és a tollnok… - 1990 – Szeretlek holtodiglan - 1991 – Bill és Ted haláli túrája - 1991 – Holtpont - 1991 – Otthonom, Idaho - 1992 – Drakula - 1993 – A kis Buddha - 1993 – Néha a csajok is úgy vannak vele - 1993 – Sok hűhó semmiért - 1994 – Féktelenül - 1995 – Johnny Mnemonic – A jövő szökevénye - 1995 – Pár lépés a mennyország - 1996 – Féktelen Minnesota - 1996 – Láncreakció | - 1997 – Az ördög ügyvédje - 1997 – Szerelem utolsó vérig - 1999 – Ízi rájdersz - 1999 – Mátrix - 2000 – A cserecsapat - 2000 – A leskelődő - 2000 – Rossz álmok - 2001 – Aranytartalék - 2001 – Édes november - 2003 – Animátrix - 2003 – Mátrix – Forradalmak - 2003 – Mátrix – Újratöltve - 2003 – Minden végzet nehéz - 2005 – Constantine, a démonvadász - 2005 – Ujj-függő - 2006 – Ház a tónál - 2006 – Kamera által homályosan - 2008 – Amikor megállt a Föld - 2008 – Az utca királyai - 2009 – Pippa Lee négy élete - 2010 – Henry bűne - 2012 – Tétova nemzedék | - 2013 – 47 Ronin - 2013 – A tai chi harcosa - 2014 – John Wick - 2015 – Kopp-kopp - 2016 – Isten lánya - 2016 – Keanu: Macskaland - 2016 – Neon démon - 2016 – A teljes igazság - 2017 – John Wick: 2. felvonás - 2017 – A nagy esemény - 2018 – Gyémánthajsza - 2018 – Klónok - 2018 – Végállomás: esküvő - 2019 – John Wick: 3. felvonás – Parabellum - 2019 – Két páfrány között – A film - 2019 – Toy Story 4. - 2020 – SpongyaBob: Spongya szökésben - 2021 – Mátrix: Feltámadások - 2023 – John Wick: 4. felvonás |

- 2024 -  Sonic a sündisznó 3

## Magyarul megjelent művei
- Keanu Reeves–China Miéville: A Máshol Könyve; ford. Juhász Viktor; Gabo, Bp., 2024
- Matt Kindt–Keanu Reeves: Eredet. BRZRKR 1.; ford. Bedekovics Ákos, ill. Ron Garney; Ukko Stúdió, Pécs, 2024

## Díjak és jelölések
Díjak
- 1992  – MTV Movie Awards – legkívánatosabb színész – Holtpont[23]
- 1995 – MTV Movie Awards – legjobb páros – Féktelenül (Sandra Bullockkal közösen)[24]
- 2000 – MTV Movie Awards – legjobb harcjelenet – Mátrix (Laurence Fishburne-nel közösen)[25]
  - legjobb színész (Mátrix)
- 2004 – Taurus World Stunt Awards – az év akciósztárja – Mátrix – Újratöltve[26]
- 2006 – Teen Choice Awards – Csók kategória – Ház a tónál (Sandra Bullockkal közösen)[27]

Jelölések
- 1994 – Arany Málna díj jelölés – a legrosszabb férfi epizódszereplő – Sok hűhó semmiért
- 1995 – MTV Movie Awards – legkívánatosabb színész jelölés – Féktelenül[28][29]
- 1996 – Arany Málna díj jelölés – a legrosszabb színész – Johnny Mnemonic – A jövő szökevénye
- 1997 – Arany Málna díj jelölés – a legrosszabb színész – Láncreakció
- 2000 – Szaturnusz-díj jelölés – legjobb színész – Mátrix[30]
- 2001 – Arany Málna díj jelölés – a legrosszabb férfi epizódszereplő – A leskelődő
- 2002 – Arany Málna díj jelölés – a legrosszabb színész – Aranytartalék
- 2003 – Teen Choice Awards jelölés – Filmszínész dráma/akciófilm/kalandfilm kategóriában – Mátrix – Újratöltve[31]
- 2019  – Szaturnusz-díj jelölés – legjobb színész – John Wick: 3. felvonás – Parabellum[32]